# Grand Prix moto de Suisse

Le Grand Prix moto de Suisse était une compétition de vitesse moto faisant partie du championnat du monde de vitesse moto de 1949 à 1954.
Toutes les compétitions de sports mécaniques furent interdites sur le territoire suisse à la suite du drame des 24 Heures du Mans 1955. Ce championnat s'est donc arrêté.

## Vainqueurs du Grand Prix moto de Suisse

### Par saison
Les cases roses indiquent les courses qui n'ont pas fait partie du championnat du monde de vitesse moto.
| Saison | Circuit    | 125 cm3                | 175 cm3            | 250 cm3                     | 350 cm3                     | 500 cm3                     | Résultat |  |
| ------ | ---------- | ---------------------- | ------------------ | --------------------------- | --------------------------- | --------------------------- | -------- |  |
| 1954   | Bremgarten |                        |                    | Rupert Hollaus (NSU)        | Fergus Anderson(Moto Guzzi) | Geoff Duke (Gilera)         | Résultat |  |
| 1953   | Bremgarten |                        |                    | Reg Armstrong (NSU)         | Fergus Anderson(Moto Guzzi) | Geoff Duke (Gilera)         | Résultat |  |
| 1952   | Bremgarten |                        |                    | Fergus Anderson(Moto Guzzi) | Geoff Duke (Norton)         | Jack Brett (AJS)            | Résultat |  |
| 1951   | Bremgarten |                        |                    | Dario Ambrosini (Benelli)   | Leslie Graham (Velocette)   | Fergus Anderson(Moto Guzzi) | Résultat |  |
| 1950   | Genève     |                        |                    | Dario Ambrosini (Benelli)   | Leslie Graham (AJS)         | Leslie Graham (AJS)         | Résultat |  |
| 1949   | Bremgarten | Nello Pagani (Mondial) |                    | Bruno Ruffo (Moto Guzzi)    | Freddie Frith (Velocette)   | Leslie Graham (AJS)         | Résultat |  |
| 1948   | Genève     |                        |                    | Dario Ambrosini             | Artie Bell                  | Harold Daniell (en)         | Résultat |  |
| 1947   | Bremgarten |                        |                    | Bruno Francisci             | Fergus Anderson             | Omobono Tenni               | Résultat |  |
| 1946   | Genève     |                        |                    | Celeste Cavaciuti           | Walther Hess                | Nello Pagani                | Résultat |  |
| 1938   | Genève     |                        |                    | Ewald Kluge                 | Harold Daniell (en)         | Harold Daniell (en)         | Résultat |  |
| 1937   | Bremgarten |                        |                    | Omobono Tenni               | Jimmie Guthrie              | Jimmie Guthrie              | Résultat |  |
| 1936   | Bremgarten |                        |                    | Omobono Tenni               | Jimmie Guthrie              | Jimmie Guthrie              | Résultat |  |
| 1935   | Bremgarten |                        |                    | Walfried Winkler            | Walter Rusk                 | Jimmie Guthrie              | Résultat |  |
| 1934   | Bremgarten |                        |                    | Amilcare Moretti            | Jimmie Simpson              | Jimmie Simpson              | Résultat |  |
| 1933   | Bremgarten |                        | Carlo Fumagalli    | Wal Handley                 | Percy Hunt                  | Stanley Woods               | Résultat |  |
| 1932   | Bremgarten | H. Schorr              | Carlo Baschieri    | Carlo Fumagalli             | Stanley Woods               | Stanley Woods               | Résultat |  |
| 1931   | Bremgarten | A. Liechti             | Carlo Baschieri    | Terzo Bandini               | Percy Hunt                  | Stanley Woods               | Résultat |  |
| 1930   | Lugano     | A. Liechti             | Raffaele Alberti   | Felice Nazzaro              | Ernst Haenni                | "Gugoltz"                   | Résultat |  |
| 1929   | Meyrin     | "Crotti"               | Georges Trezza     | Otto Zehnder                | François Gaussorgues        | Emil Frey                   | Résultat |  |
| 1928   | Meyrin     | Paul Lehmann           | Alfredo Panella    | Cecil Ashby                 | Wal Handley                 | Wal Handley                 | Résultat |  |
| 1927   | Meyrin     | O. Graf                | Alexandre Hommaire | Licinio Lasagni             | Jimmie Simpson              | Stanley Woods               | Résultat |  |
| 1924   | Meyrin     |                        |                    | Léon Divorne                | Tommy de la Haye            | Graham Walker               | Résultat |  |
| 1923   | Meyrin     |                        |                    | Paul Dinkel                 | Isacco Mariani              | Paul Péan                   | Résultat |  |

| Saison | Circuit     | 250 cm3        | 350 cm3        | 500 cm3    | 1000 cm3   | Résultat |
| ------ | ----------- | -------------- | -------------- | ---------- | ---------- | -------- |
| 1922   | Lac de Joux | Georges Trezza | Alfred Heusser | "Lavanchy" | "Borsetti" | Résultat |

### Multiples vainqueurs (pilotes)
| Nbres de victoires | Pilote              | Victoires | Victoires              |
| Nbres de victoires | Pilote              | Catégorie | Saison gagnée          |
| ------------------ | ------------------- | --------- | ---------------------- |
| 5                  | Stanley Woods       | 500 cm3   | 1927, 1931, 1932, 1933 |
| 5                  | Stanley Woods       | 350 cm3   | 1932                   |
| 5                  | Jimmie Guthrie      | 500 cm3   | 1935, 1936, 1937       |
| 5                  | Jimmie Guthrie      | 350 cm3   | 1936, 1937             |
| 5                  | Fergus Anderson     | 500 cm3   | 1951                   |
| 5                  | Fergus Anderson     | 350 cm3   | 1947, 1953, 1954       |
| 5                  | Fergus Anderson     | 250 cm3   | 1952                   |
| 4                  | Leslie Graham       | 500 cm3   | 1949, 1950             |
| 4                  | Leslie Graham       | 350 cm3   | 1950, 1951             |
| 3                  | Wal Handley         | 500 cm3   | 1928                   |
| 3                  | Wal Handley         | 350 cm3   | 1928                   |
| 3                  | Wal Handley         | 250 cm3   | 1933                   |
| 3                  | Jimmie Simpson      | 500 cm3   | 1934                   |
| 3                  | Jimmie Simpson      | 350 cm3   | 1927, 1934             |
| 3                  | Omobono Tenni       | 500 cm3   | 1947                   |
| 3                  | Omobono Tenni       | 250 cm3   | 1936, 1937             |
| 3                  | Harold Daniell (en) | 500 cm3   | 1938, 1948             |
| 3                  | Harold Daniell (en) | 350 cm3   | 1938                   |
| 3                  | Dario Ambrosini     | 250 cm3   | 1948, 1950, 1951       |
| 3                  | Geoff Duke          | 500 cm3   | 1953, 1954             |
| 3                  | Geoff Duke          | 350 cm3   | 1952                   |
| 2                  | Georges Trezza      | 250 cm3   | 1922                   |
| 2                  | Georges Trezza      | 175 cm3   | 1929                   |
| 2                  | A. Liechti          | 125 cm3   | 1930, 1931             |
| 2                  | Carlo Baschieri     | 175 cm3   | 1931, 1932             |
| 2                  | Carlo Fumagalli     | 250 cm3   | 1932                   |
| 2                  | Carlo Fumagalli     | 175 cm3   | 1933                   |
| 2                  | Percy Hunt          | 350 cm3   | 1931, 1933             |
| 2                  | Nello Pagani        | 500 cm3   | 1946                   |
| 2                  | Nello Pagani        | 125 cm3   | 1949                   |

### Multiples vainqueurs (Constructeurs)
| Nbres de victoires | Pilote      | Victoires | Victoires                                                              |
| Nbres de victoires | Pilote      | Catégorie | Saison gagnée                                                          |
| ------------------ | ----------- | --------- | ---------------------------------------------------------------------- |
| 20                 | Norton      | 500 cm3   | 1927, 1931, 1932, 1933, 1934, 1935, 1936, 1937, 1938, 1948             |
| 20                 | Norton      | 350 cm3   | 1931, 1932, 1933, 1934, 1935, 1936, 1937, 1938, 1948, 1952             |
| 16                 | Moto Guzzi  | 500 cm3   | 1947, 1951                                                             |
| 16                 | Moto Guzzi  | 350 cm3   | 1953, 1954                                                             |
| 16                 | Moto Guzzi  | 250 cm3   | 1927, 1930, 1931, 1932, 1933, 1934, 1936, 1937, 1946, 1947, 1949, 1952 |
| 6                  | Zehnder     | 250 cm3   | 1929                                                                   |
| 6                  | Zehnder     | 125 cm3   | 1927, 1929, 1930, 1931, 1932                                           |
| 5                  | Benelli     | 250 cm3   | 1948, 1950, 1951                                                       |
| 5                  | Benelli     | 175 cm3   | 1931, 1932                                                             |
| 5                  | AJS         | 500 cm3   | 1949, 1950, 1952                                                       |
| 5                  | AJS         | 350 cm3   | 1927, 1950                                                             |
| 4                  | Condor      | 350 cm3   | 1922, 1930                                                             |
| 4                  | Condor      | 250 cm3   | 1923, 1924                                                             |
| 4                  | Velocette   | 350 cm3   | 1946, 1947, 1949, 1951                                                 |
| 3                  | Sunbeam     | 500 cm3   | 1924, 1930                                                             |
| 3                  | Sunbeam     | 350 cm3   | 1924                                                                   |
| 3                  | Gilera      | 500 cm3   | 1946, 1953, 1954                                                       |
| 2                  | Moser       | 250 cm3   | 1922                                                                   |
| 2                  | Moser       | 125 cm3   | 1928                                                                   |
| 2                  | Motosacoche | 500 cm3   | 1928                                                                   |
| 2                  | Motosacoche | 350 cm3   | 1928                                                                   |
| 2                  | Monet-Goyon | 350 cm3   | 1929                                                                   |
| 2                  | Monet-Goyon | 175 cm3   | 1927                                                                   |
| 2                  | DKW         | 250 cm3   | 1935, 1938                                                             |
| 2                  | NSU         | 250 cm3   | 1953, 1954                                                             |